# Иванец, Андрей Иванович
Андрей Иванович Иванец (бел. Андрэй Іванавіч Іванец; род. 17 сентября 1984, Минск, Белорусская ССР, СССР) — белорусский государственный деятель, министр образования Республики Беларусь (с февраля 2022). Доцент (2016), доктор химических наук (2017), Член-корреспондент Национальной академии наук Республики Беларусь (2021). Пауэрлифтер, Мастер спорта Республики Беларусь международного класса (2010), чемпион Европы в троеборье (2007).

## Биография
Родился 17 сентября 1984 года в Минске. В школьные годы начал увлекаться химией, поэтому поступил в Лицей БГУ. После первого места на республиканской олимпиаде и двух третьих — на международной Менделеевской олимпиаде в Москве и на международной химической олимпиаде в Индии — без экзаменов поступил на химический факультет БГУ. К концу учёбы в университете интерес к науке постепенно падал. Однако благодаря занятиям с профессором Владимиром Паньковым Андрей Иванович вновь захотел изучать химию. Под его руководством будущий политик написал бакалаврскую и дипломную работы. Высшее образование получил в 2006 году. По окончании университета Иванец работал в Институте общей и неорганической химии НАН Беларуси. Он успел поработать младшим и старшим научным сотрудником, а также исполняющим обязанности заведующего лабораторией и заведующим лабораторией.
В 27 лет Андрей Иванович возглавил лабораторию адсорбентов и адсорбционных процессов Института общей и неорганической химии НАН Беларуси, после чего занял пост главы Совета молодых ученых НАН. С 2016 года его назначили заместителем по научной работе директора института. С 2019 года — главный учёный секретарь НАН Беларуси. Одновременно, с 2018 года, является профессором Института подготовки научных кадров НАН Беларуси. В 2021 году был избран членом-корреспондентом Национальной академии наук Республики Беларусь.
Избирался членом Совета Республики Национального собрания Республики Беларусь 7-го созыва от Минска. Член Постоянной комиссии по образованию, науке, культуре и социальному развитию. Был доверенным лицом Александра Лукашенко на президентских выборах 2020 года.
10 февраля 2022 года Александр Лукашенко назначил Андрея Иванца министром образования.

## Научная деятельность
Андрей Иванец — один из самых молодых докторов химических наук республики. В 2009 году защитил кандидатскую диссертацию по коллоидной химии, а в 2017 — докторскую по теме «Физико-химические основы получения и регулирования структуры и свойств мембранных, сорбционных и каталитически активных материалов из природных силикатов и карбонатов». Во время написания автореферата диссертации на соискание докторской степени его научными консультантами были доктора химических наук Анатолий Ратько и Владимир Агабеков.
Автор больше чем 200 научных работ, в том числе 1 монографии и 6 патентов.
Научные работы посвящены коллоидной химии и исследованию неорганических пористых материалов с заданной структурно-фазовой организацией и химией поверхности. Разработал физико-химические основы получения и регулирования структуры и качеств неорганических мембранных, сорбционных и каталитически активных материалов, а также обосновал их эффективность в процессах очистки природных и технологических водных сред от ионов токсичных металлов, радионуклидов, красителей и фармсубстанций. Выявил механизмы структурообразования и формирования микрофильтрационных керамических мембран на основе природного оскида Si(IV) Беларуси и других стран. Разработал сорбенты на основе смешанных фосфатов многовалентных металлов для очистки жидких радиоактивных отходов со сложным радионуклидным составом и высокой солезодержательностью. Установил сорбционные, кинетические и термодинамические закономерности вытягивания ионов тяжёлых металлов сорбентами на основе модифицированного природного доломита на примере модельных водных растворов.

### Основные работы
- Иванец А.И. Сорбционные и каталитически активные материалы на основе природного доломита: получение, свойства, применение. — Минск: Белорусская наука[бел.], 2016. — 212 с. — ISBN 978-985-08-2066-2.
- А. И. Иванец, Т. Ф. Кузнецова, Е. А. Воронец. Manganese and Copper Oxide Catalysts Deposited on Dolomite Substrate for Groundwater Purification // Dolomite: Formation, Characteristics and Environmental Impact (англ.). — Нью-Йорк: Nova Science Publishers[англ.], 2017.
- Иванец А.И. Effect of phase composition of natural quartz raw material on characterization of microfiltration ceramic membranes (англ.). — Ceramics International, 2016. — Vol. 42.
- Иванец А.И., Кузнецова Т.Ф., Радкевич А.В., Прозорович В.Г. Sorption behavior of 85Sr onto manganese oxides with tunnel structure (англ.). — Journal of Radioanalytical and Nuclear Chemistry[англ.], 2018. — Vol. 316.
- Иванец А.И., Рощина М., Шривастава В. Effect of metal ions adsorption on the efficiency of Methylene Blue degradation onto MgFe2O4 as Fenton-like catalysts (англ.). — Colloids and Surfaces[англ.], 2019. — Vol. 571.

## Спортивная деятельность
Мастер спорта Республики Беларусь международного класса, первый абсолютный чемпион Беларуси по классическому пауэрлифтингу. В спорт пришёл в 1994 году. Начал заниматься штангой в спорткомплексе «Спартак» у тренера Анатолия Яковлева. В 1999 году выиграл первенство страны в своём возрасте. Однако получил травму. Через год решил попробовать свои силы в пауэрлифтинге. В 17 лет получил звание мастера спорта. Через два года стал бронзовым призёром Кубка мира среди студентов, а через год — первым в Беларуси бронзовым призёром чемпионата Европы в открытой возрастной категории. На его счёту 9 рекордов Беларуси среди юношей, 22 — среди юниоров, 15 — среди взрослых. В 23 года стал победителем чемпионата Европы и юниорского чемпионата мира. В 2012 году на Кубке мира по классическому (без экипировки) пауэрлифтингу в Стокгольме установил мировой рекорд (340 кг) в становой тяге в открытой возрастной категории.

## Изменения в системе образования
С 2022 года учащимся придётся сдавать телефоны в специально оборудованные места. В каждом учебном заведении будет внедрен единый элемент школьной одежды. Обязательную школьную форму планируется ввести с 2023 года.
В каждой школе планируется открыть музей или музейную комнату.
Предусмотрено проведение торжественных линеек с обязательным прослушиванием государственного гимна и поднятием государственного флага. Такая процедура будет проводиться в дни государственных праздников, в праздничные дни, в начале и в конце четверти, во время вручения документов об образовании.
С 1 сентября 2022 введена обязательная аккредитация учреждений среднего и дошкольного образования.

## Награды
Дважды лауреат специального фонда президента Республики Беларусь по поддержке талантливой молодёжи, лауреат премии Национальной академии наук Беларуси и Фонда поддержки образования и науки. Стипендиат Всемирной федерации учёных.

## Личная жизнь
Женат, имеет 4 детей.
С будущей женой Кристиной познакомился во время конкурса «100 идей для Беларуси», одним из организаторов которого являлась будущая супруга. Через полтора месяца Иванец сделал предложение, через два — поженились. Его жена по образованию юрист, работает в ЦК БРСМ. Имеет четверых детей, старшие трое: Ефим (род. 2015), Елизар (род. 2017) и Арина (род. 2018).